# Naturschutzgebiet Sudeniederung zwischen Boizenburg und Besitz
Koordinaten: 53° 20′ 53,1″ N, 10° 49′ 21,2″ O
Das Naturschutzgebiet Sudeniederung zwischen Boizenburg und Besitz war ein 1000 Hektar umfassendes Naturschutzgebiet in Mecklenburg-Vorpommern zwischen den namensgebenden Orten Boizenburg im Westen und Besitz im Osten. Es umfasste einen Teil der Sude mit umliegenden Grünlandflächen. Die Unterschutzstellung erfolgte am 15. Mai 1990 mit dem Ziel, einen Ausschnitt einer Flussniederung mit zahlreichen seltenen Tier- und Pflanzenarten zu erhalten.
Das Naturschutzgebiet lag im Naturpark Mecklenburgisches Elbetal.
Heute liegt das Gebiet im UNESCO-Biosphärenreservat Flusslandschaft Elbe-Mecklenburg-Vorpommern. Mit Verabschiedung des „Gesetzes über das Biosphärenreservat Flusslandschaft Elbe Mecklenburg-Vorpommern“ vom 15. Januar 2015 wurde das Großschutzgebiet zur Umsetzung der nationalen Kriterien für die Anerkennung und Überprüfung von Biosphärenreservaten der UNESCO in Deutschland in Kern- und Pflege- und Entwicklungszonen gegliedert (§ 6 BRElbeG M-V). Gleichzeitig wurden mit Artikel 7 des Gesetzes „Aufhebung von Rechtsvorschriften“ die nationalen Schutzgebietsverordnungen und Beschlüsse u. a. zu Landschafts- und Naturschutzgebieten sowie zum Naturpark „Mecklenburgisches Elbetal“ aufgehoben, so dass diese Schutzgebietskategorien innerhalb des Biosphärenreservates nicht mehr existieren. Die Flächen des Naturschutzgebietes sind in den Schutzstatus Pflegezone in das UNESCO-Biosphärenreservat Flusslandschaft Elbe-Mecklenburg-Vorpommern übergegangen.